# Horka I
Horka I – miasteczko i gmina w Czechach, w powiecie Kutná Hora, w kraju środkowoczeskim. Według danych z dnia 1 stycznia 2013 liczyła 398 mieszkańców.